# Lista över händelser under stora nordiska kriget
Denna lista över händelser under stora nordiska kriget upptar de olika krigshändelser, som ägde rum under detta krig (1700–1721). Den upptar fältslag, sjöslag, belägringar, övriga viktiga händelser samt fredsfördrag och stillestånd. Kriget började med en allians mellan Danmark, Polen-Sachsen och Ryssland mot Sverige. Förutom de få allierade Sverige hade (tidvis Holstein-Gottorp, Warszawakonfederationen, hövdingen Ivan Mazepas kosackstammar och Osmanska riket) tillkom övriga parter i kriget alltid på Sveriges motståndarsida. Därför är den ena sidan i samtliga händelser alltid Sverige, och rubriken "Motståndare" anger därför Sveriges motståndare.

## Fältslag
| Namn                             | Bild | Datum                | Datum                | Datum               | Plats                                                | Motståndare                 | Segrare                     | Svenska förluster                                | Motståndarnas förluster                                                      | Anmärkningar |
| Namn                             | Bild | Svenska stilen       | Gamla stilen         | Nya stilen          | Plats                                                | Motståndare                 | Segrare                     | Svenska förluster                                | Motståndarnas förluster                                                      | Anmärkningar |
| -------------------------------- | ---- | -------------------- | -------------------- | ------------------- | ---------------------------------------------------- | --------------------------- | --------------------------- | ------------------------------------------------ | ---------------------------------------------------------------------------- | ------------ |
| Slaget vid Jungfernhof           |      | 7 maj 1700           | 6 maj 1700           | 17 maj 1700         | Jungfernhof i Livland                                | Sachsen och Polen           | Sverige                     | –                                                | –                                                                            |              |
| Slaget vid Reinbek               |      | 25 juli 1700         | 24 juli 1700         | 4 augusti 1700      | Reinbek i Holstein                                   | Danmark                     | Sverige                     | –                                                | –                                                                            |              |
| Slaget vid Pärnu                 |      | 16 oktober 1700      | 15 oktober 1700      | 26 oktober 1700     | Pärnu i Estland                                      | Ryssland                    | Sverige                     | –                                                | –                                                                            |              |
| Slaget vid Varja                 |      | 28 oktober 1700      | 27 oktober 1700      | 7 november 1700     | Varja i Estland                                      | Ryssland                    | Sverige                     | 280 döda, sårade och tillfångatagna              | 1 500 döda, sårade och tillfångatagna                                        |              |
| Slaget vid Pühhajoggi pass       |      | 17 november 1700     | 16 november 1700     | 27 november 1700    | Pühajõgi i Estland                                   | Ryssland                    | Sverige                     | –                                                | –                                                                            |              |
| Slaget vid Narva                 |      | 20 november 1700     | 19 november 1700     | 30 november 1700    | Narva i Estland                                      | Ryssland                    | Sverige                     | 667 döda 1 247 sårade                            | Omkring 12 000 döda och sårade 25 000–30 000 kapitulerade 700 tillfångatagna |              |
| Slaget vid Petsjory              |      | 13 februari 1701     | 12 februari 1701     | 23 februari 1701    | Petseri i Ryssland                                   | Ryssland                    | Sverige                     | 90 döda och sårade                               | 500 döda och sårade                                                          |              |
| Slaget vid Düna                  |      | 9 juli 1701          | 8 juli 1701          | 19 juli 1701        | Riga i Livland                                       | Ryssland och Sachsen        | Sverige                     | 100 döda 400 sårade                              | 2 000 döda 500 tillfångatagna                                                |              |
| Slaget vid Rauge                 |      | 5 september 1701     | 4 september 1701     | 15 september 1701   | Rauge i östra Livland                                | Ryssland                    | Sverige                     | 100                                              | 2 000                                                                        |              |
| Träffningen vid Schauden         |      | 11 oktober 1701      | 10 oktober 1701      | 21 oktober 1701     | Schauden i Litauen                                   | Polen                       | Sverige                     | –                                                | –                                                                            |              |
| Slaget vid Tryškiai              |      | 15 december 1701     | 14 december 1701     | 24 december 1701    | Tryškiai i Litauen                                   | Polen                       | Sverige                     | –                                                | –                                                                            |              |
| Slaget vid Errastfer             |      | 30 december 1701     | 29 december 1701     | 9 januari 1702      | Erastvere i Svenska Livland                          | Ryssland                    | Ryssland                    | 600                                              | 1 000                                                                        |              |
| Slaget vid Dersunisjki           |      | 16 mars 1702         | 15 mars 1702         | 26 mars 1702        | Druskininkai i Litauen                               | Polen och Sachsen           | Polen och Sachsen           | 145 döda, skadade eller tillfångatagna           | –                                                                            |              |
| Slaget vid Vilna                 |      | 6 april 1702         | 5 april 1702         | 16 april 1702       | Vilnius i Litauen                                    | Polen                       | Sverige                     | 50 döda                                          | 100 döda 2 kanoner                                                           |              |
| Slaget vid Kliszów               |      | 9 juli 1702          | 8 juli 1702          | 19 juli 1702        | Kliszów i Polen                                      | Polen och Sachsen           | Sverige                     | 300 döda 800 sårade                              | 2 000 döda 700 sårade 1 700 tillfångatagna                                   |              |
| Slaget vid Hummelshof            |      | 19 juli 1702         | 18 juli 1702         | 29 juli 1702        | Hummelshof i Livland                                 | Ryssland                    | Ryssland                    | 3 000                                            | 1 000                                                                        |              |
| Slaget vid Saladen               |      | 19 mars 1703         | 18 mars 1703         | 29 mars 1703        | Saločiai i Polsk-litauiska samväldet                 | Ryssland och Polen          | Sverige                     | 40 döda 125 sårade 2 försvunna                   | Omkring 1 576 döda och sårade                                                |              |
| Slaget vid Pułtusk               |      | 21 april 1703        | 20 april 1703        | 1 maj 1703          | Pułtusk i Polen                                      | Sachsen                     | Sverige                     | 18 döda 40 sårade                                | 200 döda 800 sårade 600 tillfångatagna                                       |              |
| Slaget vid Systerbäck            |      | 9 juli 1703          | 8 juli 1703          | 19 juli 1703        | Systerbäck i Finland                                 | Ryssland                    | Ryssland                    | 390                                              | 150                                                                          |              |
| Anfallen mot Sankt Petersburg    |      | 13 juni 1704         | 12 juni 1704         | 23 juni 1704        | Sankt Petersburg i Ingermanland                      | Ryssland                    | Ryssland                    | Över 1 000 döda och tillfångatagna               | Över 1 000 döda och sårade                                                   |              |
| Slaget vid Wesenberg             |      | 16 juni 1704         | 15 juni 1704         | 26 juni 1704        | Rakvere i Estland                                    | Ryssland                    | Ryssland                    | 1 200 döda, sårade, tillfångatagna och försvunna | –                                                                            |              |
| Slaget vid Jakobstadt            |      | 26 juli 1704         | 25 juli 1704         | 5 augusti 1704      | Jēkabpils i Livland                                  | Ryssland och Polen          | Sverige                     | 238 döda 181 sårade                              | 2 300 döda 517 tillfångatagna                                                |              |
| Slaget vid Posen                 |      | 9 augusti 1704       | 8 augusti 1704       | 19 augusti 1704     | Poznań i Polen                                       | Ryssland                    | Sverige                     | 388                                              | 600                                                                          |              |
| Stormningen av Lemberg           |      | 28 augusti 1704      | 27 augusti 1704      | 7 september 1704    | Lviv i Polsk-litauiska samväldet                     | Polen                       | Sverige                     | 30 döda                                          | –                                                                            |              |
| Slaget vid Punitz                |      | 28 oktober 1704      | 27 oktober 1704      | 7 november 1704     | Poniec i Polen                                       | Sachsen                     | Sverige                     | 30 döda 100 sårade                               | 300 döda 200 tillfångatagna                                                  |              |
| Slaget vid Tylewice              |      | 29 oktober 1704      | 28 oktober 1704      | 9 november 1704     | Tylewice i Polen                                     | Ryssland                    | Sverige                     | –                                                | 1 500 döda och sårade                                                        |              |
| Slaget vid Gemauerthof           |      | 16 juli 1705         | 15 juli 1705         | 26 juli 1705        | Gemauerthof i Livland                                | Ryssland                    | Sverige                     | 900 döda 1 000 sårade                            | 2 000 döda 2 000–3 000 sårade 400 tillfångatagna                             |              |
| Slaget vid Rakowitz              |      | 21 juli 1705         | 20 juli 1705         | 31 juli 1705        | Rakowiec utanför Warszawa i Polen                    | Polen och Sachsen           | Sverige                     | 150 döda 150 sårade                              | 800 döda 1 000 sårade                                                        |              |
| Slaget vid Praga                 |      | 15 oktober 1705      | 14 oktober 1705      | 25 oktober 1705     | Praga utanför Warszawa i Polen                       | Polen, Sachsen och Ryssland | Sverige                     | 150                                              | 250                                                                          |              |
| Slaget vid Alytus                |      | 30 januari 1706      | 29 januari 1706      | 9 februari 1706     | Alytus i Litauen                                     | Ryssland                    | Sverige                     | –                                                | 3 000 döda och sårade                                                        |              |
| Slaget vid Fraustadt             |      | 3 februari 1706      | 2 februari 1706      | 13 februari 1706    | Wschowa i Polen                                      | Ryssland och Sachsen        | Sverige                     | 452 döda 1 077 sårade                            | 7 377 döda 7 300–7 900 tillfångatagna                                        |              |
| Slaget vid Olkieniki             |      | 24 februari 1706     | 23 februari 1706     | 6 mars 1706         | Olkieniki i Litauen                                  | Ryssland och Polen          | Sverige                     | 60 sårade, okänt antal dödade                    | 120 döda och 170 sårade                                                      |              |
| Slaget vid Nieśwież              |      | 13 mars 1706         | 12 mars 1706         | 23 mars 1706        | Njasvizj i Polsk-litauiska samväldet                 | Ryssland                    | Sverige                     | 50 sårade                                        | 520 döda 180 tillfångatagna                                                  |              |
| Slaget vid Kletsk                |      | 20 april 1706        | 19 april 1706        | 30 april 1706       | Kletsk i Polen                                       | Ryssland                    | Sverige                     | 15 döda 16 sårade                                | 4 000 döda 70 tillfångatagna                                                 |              |
| Slaget vid Kalisch               |      | 19 oktober 1706      | 18 oktober 1706      | 29 oktober 1706     | Kalisz i Polen                                       | Sachsen, Polen och Ryssland | Sachsen, Polen och Ryssland | 700 döda 1 800 tillfångatagna                    | 764 döda och skadade                                                         |              |
| Slaget vid Grodno                |      | 28 januari 1708      | 27 januari 1708      | 7 februari 1708     | Hrodno i Polsk-litauiska samväldet                   | Ryssland                    | Sverige                     | 11 döda                                          | 56 döda                                                                      |              |
| Slaget vid Holowczyn             |      | 4 juli 1708          | 3 juli 1708          | 14 juli 1708        | Haloŭtjyn i Polsk-litauiska samväldet                | Ryssland                    | Sverige                     | 265 döda 1 028 sårade                            | 3 000–5 000 döda och sårade                                                  |              |
| Anfallet mot Borgå               |      | 6–7 juli 1708        | 5–6 juli 1708        | 16–17 juli 1708     | Borgå i Finland                                      | Ryssland                    | Ryssland                    | –                                                | –                                                                            |              |
| Slaget vid Wesenberg             |      | 6 augusti 1708       | 5 augusti 1708       | 16 augusti 1708     | Wesenberg i Estland                                  | Ryssland                    | Ryssland                    | 704-916 döda 244 tillfångatagna                  | 16 döda 53 sårade                                                            |              |
| Slaget vid Neva                  |      | 30 augusti 1708      | 29 augusti 1708      | 9 september 1708    | Neva i Ryssland                                      | Ryssland                    | Sverige                     | 380                                              | 900                                                                          |              |
| Slaget vid Malatitze             |      | 31 augusti 1708      | 30 augusti 1708      | 10 september 1708   | Malatitze i Polen                                    | Ryssland                    | Sverige                     | 260 döda 750 sårade                              | 1 500 döda 2 000 sårade                                                      |              |
| Slaget vid Rajovka               |      | 10 september 1708    | 9 september 1708     | 20 september 1708   | Rajovka i Ryssland                                   | Ryssland                    | Sverige                     | Små                                              | 375                                                                          |              |
| Slaget vid Koporje               |      | 28 september 1708    | 27 september 1708    | 8 oktober 1708      | Koporje i Ryssland                                   | Ryssland                    | Sverige                     | 70 döda                                          | 600 döda                                                                     |              |
| Slaget vid Lesna                 |      | 29 september 1708    | 28 september 1708    | 9 oktober 1708      | Lesna i Polsk-litauiska samväldet                    | Sverige                     | Ryssland                    | 1 000 döda 1 124 sårade 876 tillfångatagna       | 6 000–9 000 döda och sårade                                                  |              |
| Slaget vid Desna                 |      | 1-3 november 1708    | 31-2 november 1708   | 11-13 november 1708 | Desna i Lillryssland                                 | Ryssland                    | Sverige                     | 50 döda 150 sårade                               | 356 döda 1 000 sårade                                                        |              |
| Slaget vid Oposjnja              |      | 29 januari 1709      | 28 januari 1709      | 9 februari 1709     | Oposjnja i Lillryssland                              | Ryssland                    | Sverige                     | 19 döda och sårade                               | 450 döda och sårade                                                          |              |
| Slaget vid Krasnokutsk–Gorodnoje |      | 11 februari 1709     | 10 februari 1709     | 20 februari 1709    | Krasnokutsk–Gorodnoje i Lillryssland                 | Ryssland                    | Sverige                     | 132                                              | 1 200                                                                        |              |
| Slaget vid Sokolki               |      | 13 april 1709        | 12 april 1709        | 23 april 1709       | Sokolki i Lillryssland                               | Ryssland                    | Sverige                     | 290                                              | 1 400                                                                        |              |
| Slaget vid Poltava               |      | 28 juni 1709         | 27 juni 1709         | 8 juli 1709         | Poltava i Lillryssland                               | Ryssland                    | Ryssland                    | 6 900 döda och sårade 2 800 tillfångatagna       | 1 345 döda 3 290 sårade                                                      |              |
| Slaget vid Fjälkinge             |      | 13 januari 1710      | 12 januari 1710      | 23 januari 1710     | Fjälkinge i Skåne                                    | Danmark                     | Danmark                     | –                                                | –                                                                            |              |
| Stormningen av Elbing            |      | 27 januari 1710      | 26 januari 1710      | 7 februari 1710     | Elbing i Kungliga Preussen                           | Ryssland                    | Ryssland                    | 72 döda 9 sårade 856 tillfångatagna              | 33 döda 154 sårade                                                           |              |
| Slaget vid Helsingborg           |      | 28 februari 1710     | 27 februari 1710     | 10 mars 1710        | Helsingborg i Skåne                                  | Danmark                     | Sverige                     | 897 döda 2 098 sårade                            | 1 500 döda 3 500 sårade 2 677 tillfångatagna                                 |              |
| Slaget vid Lübow                 |      | 25 november 1711     | 24 november 1711     | 5 december 1711     | Lübow i Mecklenburg i Tyskland                       | Danmark                     | Danmark                     | 478 döda 1 904 tillfångatagna                    | 150 döda 150 sårade                                                          |              |
| Slaget vid Gadebusch             |      | 9 december 1712      | 9 december 1712      | 20 december 1712    | Gadebusch i Mecklenburg i Tyskland                   | Danmark och Sachsen         | Sverige                     | 500 döda 1 100 sårade                            | 3 250 döda 2 500–3 000 tillfångatagna                                        |              |
| Slaget om Helsingfors            |      | 9–11 maj 1713        | 9–11 maj 1713        | 20–22 maj 1713      | Helsingfors i Finland                                | Ryssland                    | Ryssland                    | –                                                | –                                                                            |              |
| Slaget vid Landsbro              |      | 11 augusti 1713      | 11 augusti 1713      | 22 augusti 1713     | Landsbro ström nära Karis i Finland                  | Ryssland                    | Ryssland                    | 40 döda                                          | 13 döda                                                                      |              |
| Slaget vid Pälkäne               |      | 6 oktober 1713       | 6 oktober 1713       | 17 oktober 1713     | Pälkäne i Finland                                    | Ryssland                    | Ryssland                    | 577 döda och sårade 233 tillfångatagna           | 118 döda 555 sårade                                                          |              |
| Slaget vid Storkyro              |      | 19 februari 1714     | 19 februari 1714     | 2 mars 1714         | Storkyro i Finland                                   | Ryssland                    | Ryssland                    | 1 600 döda 900 sårade och tillfångatagna         | 400 döda 1 500 sårade                                                        |              |
| Stormningen av Peenemünde skans  |      | 10-11 augusti 1715   | 10-11 augusti 1715   | 21-22 augusti 1715  | Peenemünde på ön Usedom, Tyskland                    | Preussen och Sachsen        | Preussen och Sachsen        | 58 döda 68 sårade 100 tillfångatagna             | 609 döda och sårade                                                          |              |
| Slaget vid Stresow               |      | 15 november 1715     | 15 november 1715     | 26 november 1715    | Rügen i Svenska Pommern                              | Preussen                    | Preussen                    | 500                                              | 180                                                                          |              |
| Slaget vid Høland                |      | 28 februari 1716     | 28 februari 1716     | 9 mars 1716         | Høland i Akershus fylke i Norge                      | Norge                       | Sverige                     | 28 döda och sårade                               | 29 döda och sårade                                                           |              |
| Slaget om Kristiania             |      | 10 mars 1716         | 10 mars 1716         | 21 mars 1716        | Oslo i Norge                                         | Norge                       | Sverige                     | –                                                | –                                                                            |              |
| Slaget vid Gjellebekk            |      | 12 mars 1716         | 12 mars 1716         | 23 mars 1716        | Gjellebekk i Norge                                   | Norge                       | Norge                       | 19                                               | 20                                                                           |              |
| Första slaget vid Moss           |      | 15 mars 1716         | 15 mars 1716         | 26 mars 1716        | Moss i Østfold fylke i Norge                         | Norge                       | Norge                       | 24-60 döda 350-376 tillfångatagna                | –                                                                            |              |
| Slaget vid Harestua              |      | 16 mars 1716         | 16 mars 1716         | 27 mars 1716        | Bjørgeseter nära Harestua i Oppland fylke i Norge    | Norge                       | Sverige                     | 4 döda 12 sårade                                 | 4 döda 2 sårade 6 tillfångatagna                                             |              |
| Slaget vid Norderhov             |      | 18 mars 1716         | 18 mars 1716         | 29 mars 1716        | Norderhov i Ringerike kommun i Norge                 | Norge                       | Norge                       | 39-42 döda och sårade 130 tillfångatagna         | 5 döda 16 sårade                                                             |              |
| Slaget vid Nordkleiva            |      | 4-5 april 1716       | 4-5 april 1716       | 15-16 april 1716    | Nordkleiva nära Bærums Verk i Akershus fylke i Norge | Norge                       | Norge                       | 32 döda 26 sårade                                | 2 döda 3 sårade                                                              |              |
| Andra slaget vid Moss            |      | 12 april 1716        | 12 april 1716        | 23 april 1716       | Moss i Østfold fylke i Norge                         | Norge                       | Norge                       | 100 döda 520 tillfångatagna                      | 30 döda 89 sårade                                                            |              |
| Anfallet mot Fredrikshald        |      | 23 maj 1716          | 23 maj 1716          | 4 juli 1716         | Fredrikshald i Østfold fylke i Norge                 | Norge                       | Norge                       | 500 döda, sårade och tillfångatagna              | 84 döda 43 sårade 97 tillfångatagna                                          |              |
| Anfallet mot Nya Varvet          |      | 2–3 maj 1717         | 2–3 maj 1717         | 13–14 maj 1717      | Göteborg i Västergötland                             | Danmark                     | Sverige                     | –                                                | 52 döda 119 sårade 2 fartyg erövrade                                         |              |
| Anfallet mot Strömstad           |      | 8 juli 1717          | 8 juli 1717          | 19 juli 1717        | Strömstad i Bohuslän                                 | Danmark                     | Sverige                     | 19 döda 173 sårade                               | 104 döda 246 sårade                                                          |              |
| Anfallet mot Gävle               |      | 1–3 augusti 1719     | 1–3 augusti 1719     | 11–13 augusti 1719  | Gävle i Gästrikland                                  | Ryssland                    | Sverige                     | –                                                | –                                                                            |              |
| Slaget vid Stäket                |      | 13 augusti 1719      | 13 augusti 1719      | 24 augusti 1719     | Baggensstäket i Saltsjöbaden utanför Stockholm       | Ryssland                    | Sverige                     | 30 döda 71 sårade                                | 500 döda och sårade                                                          |              |
| Anfallet mot Nya Varvet          |      | 26–27 september 1719 | 26–27 september 1719 | 7–8 oktober 1719    | Göteborg i Västergötland                             | Danmark                     | Danmark                     | 1 död Flera fartyg sänkta                        | –                                                                            |              |
| Slaget vid Selånger              |      | 25 maj 1721          | 25 maj 1721          | 5 juni 1721         | Selånger i Medelpad                                  | Ryssland                    | Ryssland                    | 40 döda och sårade                               | 40 döda och sårade                                                           |              |

## Sjöslag
| Namn                              | Bild | Datum                            | Datum                            | Datum                             | Plats                                           | Motståndare          | Segrare              | Svenska förluster                                                   | Motståndarnas förluster                       | Anmärkningar |
| Namn                              | Bild | Svenska stilen                   | Gamla stilen                     | Nya stilen                        | Plats                                           | Motståndare          | Segrare              | Svenska förluster                                                   | Motståndarnas förluster                       | Anmärkningar |
| --------------------------------- | ---- | -------------------------------- | -------------------------------- | --------------------------------- | ----------------------------------------------- | -------------------- | -------------------- | ------------------------------------------------------------------- | --------------------------------------------- | ------------ |
| Sjöslaget på Ladoga               |      | 16 juni 1702 och 28 augusti 1702 | 15 juni 1702 och 27 augusti 1702 | 26 juni 1702 och 7 september 1702 | Ladoga i Ryssland                               | Ryssland             | Ryssland             | 5 båtar 300 döda, sårade och tillfångatagna                         | –                                             |              |
| Sjöslaget på Peipus               |      | 12 juli 1702                     | 11 juli 1702                     | 23 juli 1702                      | Peipussjön mellan Estland och Ryssland          | Ryssland             | Ryssland             | –                                                                   | –                                             |              |
| Slaget vid Nevas mynning          |      | 9 maj 1703                       | 8 maj 1703                       | 18 maj 1703                       | Nevabukten nära Sankt Petersburg i Ryssland     | Ryssland             | Ryssland             | 58 döda 19 tillfångatagna                                           | 20 döda 55 sårade                             |              |
| Sjöslaget vid Embach              |      | 27 april 1704                    | 26 april 1704                    | 7 maj 1704                        | Embach på Peipussjön                            | Ryssland             | Ryssland             | 190 döda 142 tillfångatagna 13 fartyg                               | 58 döda 162 sårade                            |              |
| Slaget vid Orford Ness            |      | 28 juli 1704                     | 27 juli 1704                     | 7 augusti 1704                    | Engelska kanalen                                | England              | England              | 1 skepp skadat 16 döda 37 sårade                                    | 3 skepp skadade 20 döda 80 sårade             |              |
| Slaget vid Köge bukt              |      | 24–27 september 1710             | 23–26 september 1710             | 4–7 oktober 1710                  | Køge bugt i Danmark                             | Danmark              | Sverige              | 2 skepp                                                             | 16 skepp 597 döda                             |              |
| Slaget vid Fladestrand            |      | 11 april 1712                    | 11 april 1712                    | 22 april 1712                     | Fladestrand i Danmark                           | Danmark              | Oavgjort             | –                                                                   | 44 döda                                       |              |
| Sjöslaget vid Greifswalder Bodden |      | 20 juli 1712 och 6 augusti 1712  | 20 juli 1712 och 6 augusti 1712  | 31 juli 1712 och 17 augusti 1712  | Greifswalder Bodden nära Rügen i Tyskland       | Danmark              | Danmark              | 31 juli: 98 döda och sårade 1 fartyg 17 augusti: 70 döda och sårade | 31 juli: 23 döda och sårade 17 augusti: Okänt |              |
| Sjöslaget vid Westtief            |      | 20–27 juli 1712                  | 20–27 juli 1712                  | 31 juli–6 augusti 1712            | Westtief sydost om Rügen i Tyskland             | Danmark              | Danmark              | 8 döda 15 sårade                                                    | –                                             |              |
| Sjöslaget vid Møn                 |      | 17 augusti 1712                  | 17 augusti 1712                  | 28 augusti 1712                   | Vattnen utanför Møn                             | Danmark              | Sverige              | –                                                                   | 40 döda 80 tillfångatagna                     |              |
| Sjöslaget vid Rügen               |      | 18–19 september 1712             | 18–19 september 1712             | 29–30 september 1712              | Mellan Dornbusch och Dranske i Rügen i Tyskland | Danmark och Ryssland | Danmark och Ryssland | 57 fartyg                                                           | –                                             |              |
| Sjöslaget vid Kap Arkona          |      | September 1712                   | September 1712                   | September 1712                    | Kap Arkona på Rügen                             | Preussen             | Preussen             | –                                                                   | –                                             |              |
| Sjöslaget vid Hogland             |      | 11 juli 1713                     | 11 juli 1713                     | 22 juli 1713                      | Finska kusten, utanför Borgå                    | Ryssland             | Sverige              | Små                                                                 | 1 skepp                                       |              |
| Sjöslaget i Skagerrak             |      | 20 mars 1713                     | 20 mars 1713                     | 31 mars 1713                      | Skagerrak                                       | Danmark              | Danmark              | 1 fartyg erövrat                                                    | –                                             |              |
| Sjöslaget vid Göteborg            |      | 2 augusti 1713                   | 2 augusti 1713                   | 13 augusti 1713                   | Vattnen utanför Göteborg                        | Danmark              | Danmark              | –                                                                   | –                                             |              |
| Sjöslaget vid Lindesnes           |      | 26–27 juli 1714                  | 26–27 juli 1714                  | 6–7 augusti 1714                  | Vattnen mellan Lindesnes och Skagen             | Danmark              | Oavgjort             | 4 döda 6 sårade                                                     | 7 döda 21 sårade                              |              |
| Sjöslaget vid Hangö udd           |      | 26–27 juli 1714                  | 26–27 juli 1714                  | 6–7 augusti 1714                  | Bengtsårfjärden norr om Hangö udd i Finland     | Ryssland             | Ryssland             | 7 fartyg 361 döda                                                   | 127 döda 342 sårade                           |              |
| Sjöslaget i Femer bält            |      | 13 april 1715                    | 13 april 1715                    | 24 april 1715                     | Fehmarn bält mellan Fehmarn och Lolland         | Danmark              | Danmark              | 6 skepp 353 döda 1 626 tillfångatagna                               | 65 döda 224 sårade                            |              |
| Sjöslaget vid Rügen               |      | 28 juli 1715                     | 28 juli 1715                     | 8 augusti 1715                    | Rügen i Svenska Pommern                         | Danmark              | Oavgjort             | 145 döda 333 sårade                                                 | 127 döda 485 sårade                           |              |
| Sjöslaget vid Greifswalder Bodden |      | 28 juli 1715                     | 28 juli 1715                     | 8 augusti 1715                    | Rügen i Svenska Pommern                         | Danmark              | Oavgjort             | 145 döda 333 sårade                                                 | 127 döda 485 sårade                           |              |
| Sjöslaget vid Jasmund             |      | 20 september 1715                | 20 september 1715                | 1 oktober 1715                    | Jasmund vid Rügen i Svenska Pommern             | Danmark              | Danmark              | –                                                                   | 3 döda 17 sårade                              |              |
| Anfallet mot Svinesund            |      | 8 juli 1716                      | 8 juli 1716                      | 1–3 maj 1716                      | Svinesund mellan Sverige och Norge              | Norge                | Sverige              | –                                                                   | –                                             |              |
| Sjöslaget vid Styrsö              |      | 8 juli 1716                      | 8 juli 1716                      | 1–3 maj 1716                      | Styrsö nära Kosteröarna i Bohuslän              | Danmark              | Oavgjort             | –                                                                   | –                                             |              |
| Slaget vid Dynekilen              |      | 8 juli 1716                      | 8 juli 1716                      | 19 juli 1716                      | Dynekilen i Bohuslän                            | Danmark              | Danmark              | 21 skepp                                                            | 19 döda 57 sårade                             |              |
| Sjöslagen i Iddefjorden           |      | 7 juli–3 november 1718           | 7 juli–3 november 1718           | 18 juli–14 november 1718          | Göteborg i Västergötland                        | Norge                | Sverige              | –                                                                   | –                                             |              |
| Sjöslaget vid Ösel                |      | 24 maj 1719                      | 24 maj 1719                      | 4 juni 1719                       | Nära Ösel, Estland                              | Ryssland             | Ryssland             | 3 skepp 451 döda, sårade och tillfångatagna                         | 18                                            |              |
| Slaget vid Föglöfjärden           |      | 27 juli 1720                     | 27 juli 1720                     | 7 augusti 1720                    | Föglöfjärden vid Åland                          | Ryssland             | Sverige              | 4 skepp 103 407 tillfångatagna                                      | 43 skepp 1 100-2 000 döda                     |              |

## Belägringar
| Namn                                 | Bild | Datum                                                       | Datum                                                       | Datum                                                      | Plats                                            | Motståndare                   | Segrare                       | Svenska förluster                     | Motståndarnas förluster                                      | Anmärkningar |
| Namn                                 | Bild | Svenska stilen                                              | Gamla stilen                                                | Nya stilen                                                 | Plats                                            | Motståndare                   | Segrare                       | Svenska förluster                     | Motståndarnas förluster                                      | Anmärkningar |
| ------------------------------------ | ---- | ----------------------------------------------------------- | ----------------------------------------------------------- | ---------------------------------------------------------- | ------------------------------------------------ | ----------------------------- | ----------------------------- | ------------------------------------- | ------------------------------------------------------------ | ------------ |
| Belägringen av Riga                  |      | 12 februari–8 september 1700                                | 12 februari–7 september 1700                                | 22 februari–18 september 1700                              | Riga i Livland                                   | Polen och Sachsen             | Sverige                       | –                                     | 248 döda 435 sårade                                          |              |
| Belägringen av Tönning               |      | 21 februari-Augusti 1700                                    | 22 februari-Augusti 1700                                    | 1 mars-Augusti 1700                                        | Tönning i Schleswig-Holstein i Tyskland          | Danmark                       | Sverige                       | –                                     | –                                                            |              |
| Anfallet mot Archangelsk             |      | 27 maj-15 augusti 1701                                      | 26 maj-14 augusti 1701                                      | 7 juni-25 augusti 1701                                     | Archangelsk i Ryssland                           | Ryssland                      | Ryssland                      | 2 fartyg 1 död 2 sårade               | 21 döda                                                      |              |
| Slaget om Nöteborg                   |      | 26 september–11 oktober 1702                                | 25 september–10 oktober 1702                                | 6–21 oktober 1702                                          | Nöteborg i Ingermanland                          | Ryssland                      | Ryssland                      | 200 döda 156 sårade                   | 538 döda 925 sårade                                          |              |
| Belägringen av Thorn                 |      | 16 maj–4 oktober 1703                                       | 15 maj–3 oktober 1703                                       | 26 maj 1703 14 oktober 1703                                | Thorn i Polen                                    | Sachsen                       | Sverige                       | 50 döda                               | 1 000 döda 4 860 tillfångatagna                              |              |
| Slaget om Nyenskans                  |      | 30 april–4 maj 1703                                         | 29 april–3 maj 1703                                         | 10–14 maj 1703                                             | Nyen (nuvarande Sankt Petersburg) i Ingermanland | Ryssland                      | Ryssland                      | –                                     | –                                                            |              |
| Belägringen av Dorpat                |      | 4 juni–13 juli 1704                                         | 3 juni–12 juli 1704                                         | 14 juni–23 juli 1704                                       | Tartu i Estland                                  | Ryssland                      | Ryssland                      | 2 000 döda                            | 800 döda 2 500 sårade                                        |              |
| Belägringen av Narva                 |      | 28 juni–10 augusti 1704                                     | 27 juni–9 augusti 1704                                      | 8 juli–20 augusti 1704                                     | Narva i Estland                                  | Ryssland                      | Ryssland                      | 2 700 döda 1 800 tillfångatagna       | 10 000 döda                                                  |              |
| Belägringen av Warszawa              |      | September 1704                                              | September 1704                                              | September 1704                                             | Warszawa i Polen                                 | Sachsen                       | Sachsen                       | 1 500 tillfångatagna                  | –                                                            |              |
| Belägringen av Mitau                 |      | 15 augusti–21 augusti 1705                                  | 14 augusti–20 augusti 1705                                  | 25 augusti–3 september 1705                                | Mitau i Kurland                                  | Ryssland                      | Ryssland                      | –                                     | –                                                            |              |
| Belägringen av Lachowicze            |      | Mars–22 april 1706                                          | Mars–21 april 1706                                          | Mitten av mars-2 maj 1706                                  | Lachowicze i Polsk-litauiska samväldet           | Ryssland och Polen            | Sverige                       | Få skadade                            | 1 361 tillfångatagna 39 döda eller sårade                    |              |
| Belägringen av Viborg                |      | 1 oktober–November 1706                                     | 30 september–November 1706                                  | 11 oktober–November 1706                                   | Viborg i Finland                                 | Ryssland                      | Sverige                       | –                                     | –                                                            |              |
| Stormningen av Veprik                |      | 14-27 december 1708                                         | 13-26 december 1708                                         | 24 december 1708-7 januari 1709                            | Veprik i Lillryssland                            | Ryssland                      | Sverige                       | 400–1 000 döda 600 sårade             | 1 300 döda och tillfångatagna                                |              |
| Belägringen av Riga                  |      | 3 november 1709–3 juli 1710                                 | 2 november 1709–2 juli 1710                                 | 13 november 1709–13 juli 1710                              | Riga i Livland                                   | Ryssland                      | Ryssland                      | 20 000 döda av pest                   | 9 800 döda av pest                                           |              |
| Belägringen av Viborg                |      | 1 april–13 juni 1710                                        | 31 mars–12 juni 1710                                        | 11 april–23 juni 1710                                      | Viborg i Finland                                 | Ryssland                      | Ryssland                      | 2 500 döda 3 880 kapitulerade         | 1 800 döda                                                   |              |
| Belägringen av Kexholm               |      | 28 juni-28 augusti 1710                                     | 27 juni-27 augusti 1710                                     | 8 juli-8 september 1710                                    | Kexholm i Finland                                | Ryssland                      | Ryssland                      | –                                     | –                                                            |              |
| Belägringen av Pärnu                 |      | 12 juli–5 augusti 1710                                      | 11 juli–4 augusti 1710                                      | 22 juli–15 augusti 1710                                    | Pärnu i Estland                                  | Ryssland                      | Ryssland                      | 880 döda                              | –                                                            |              |
| Belägringen av Reval                 |      | 8 augusti–20 september 1710                                 | 7 augusti–19 september 1710                                 | 18 augusti–30 september 1710                               | Reval i Estland                                  | Ryssland                      | Ryssland                      | 1 420 döda, sårade och tillfångatagna | –                                                            |              |
| Belägringen av Wismar                |      | 7 augusti 1711–9 januari 1712                               | 6 augusti 1711–8 januari 1712                               | 17 augusti 1711–19 januari 1712                            | Wismar i Mecklenburg                             | Danmark                       | Sverige                       | –                                     | –                                                            |              |
| Belägringen av Stralsund             |      | 27 augusti 1711–27 december 1712 Maj 1712–16 september 1712 | 26 augusti 1711–26 december 1712 Maj 1712–15 september 1712 | 7 september 1711–7 januari 1712 Maj 1712–26 september 1712 | Stralsund i Svenska Pommern                      | Danmark, Ryssland och Polen   | Sverige                       | –                                     | –                                                            |              |
| Belägringen av Stade                 |      | 27 juli–27 augusti 1712                                     | 26 juli–26 augusti 1712                                     | 7 augusti–7 september 1712                                 | Stade i Niedersachsen                            | Danmark                       | Danmark                       | 720 tillfångatagna                    | –                                                            |              |
| Belägringen av Tönning               |      | Februari–5 maj 1713                                         | Februari–5 maj 1713                                         | Februari–16 maj 1713                                       | Tönning i Schleswig-Holstein                     | Preussen                      | Preussen                      | –                                     | –                                                            |              |
| Belägringen av Stettin               |      | Augusti–18 september 1713                                   | Augusti–18 september 1713                                   | Augusti–29 september 1713                                  | Stettin i Svenska Pommern                        | Ryssland, Sachsen och Polen   | Ryssland, Sachsen och Polen   | –                                     | –                                                            |              |
| Belägringen av Nyslott               |      | 18 juni–29 juli 1714                                        | 18 juni–29 juli 1714                                        | 29 juni–9 augusti 1714                                     | Nyslott i Finland                                | Ryssland                      | Ryssland                      | –                                     | –                                                            |              |
| Belägringen av Stralsund             |      | 1 juli–12 december 1715                                     | 1 juli–12 december 1715                                     | 12 juli–23 december 1715                                   | Stralsund i Svenska Pommern                      | Danmark, Sachsen och Preussen | Danmark, Sachsen och Preussen | 3 000–5 000 döda och tillfångatagna   | –                                                            |              |
| Belägringen av Wismar                |      | 31 maj 1715–8 april 1716                                    | 31 maj 1715–8 april 1716                                    | 11 juni 1715–19 april 1716                                 | Wismar i Mecklenburg                             | Preussen                      | Preussen                      | –                                     | –                                                            |              |
| Belägringen av Kajaneborg            |      | 1 januari–24 februari 1716                                  | 1 januari–24 februari 1716                                  | 12 januari–6 mars 1716                                     | Kajaneborg i Finland                             | Ryssland                      | Ryssland                      | –                                     | –                                                            |              |
| Belägringen av Akershus fästning     |      | 11 mars–19 april 1716                                       | 11 mars–19 april 1716                                       | 22 mars–30 april 1716                                      | Akershus fästning i Kristiania i Norge           | Ryssland                      | Ryssland                      | –                                     | –                                                            |              |
| Belägringen av Trondheim             |      | November 1718–1 januari 1719                                | November 1718–1 januari 1719                                | November 1718–12 januari 1719                              | Trondheim i Norge                                | Norge                         | Norge                         | 3 600 döda 450 sårade                 | 2 730 döda och sjuka                                         |              |
| Belägringen av Fredrikstens fästning |      | 20 november–14 december 1718                                | 20 november–14 december 1718                                | 1–25 december 1718                                         | Fredriksten i Norge                              | Norge                         | Norge                         | Utöver Karl XII omkring 200 döda      | 31 döda 10 sårade 19 tillfångatagna 41 deserterade 478 sjuka |              |
| Anfallet mot Marstrand               |      | 11–15 juli 1719                                             | 11–15 juli 1719                                             | 22–26 juli 1719                                            | Marstrand och Karlstens fästning i Bohuslän      | Danmark                       | Danmark                       | 13 skepp                              | 20–100                                                       |              |
| Anfallet mot Nya Älvsborg            |      | 21–24 juli 1719                                             | 21–24 juli 1719                                             | 1-4 augusti 1719                                           | Nya Älvsborgs fästning i Västergötland           | Danmark                       | Sverige                       | 30 döda 70 sårade                     | 60 döda 73 sårade                                            |              |

## Övriga händelser
| Namn                            | Bild | Datum             | Datum             | Datum              | Plats                                  | Motståndare      | Segrare        | Svenska förluster                       | Motståndarnas förluster | Källor |
| Namn                            | Bild | Svenska stilen    | Gamla stilen      | Nya stilen         | Plats                                  | Motståndare      | Segrare        | Svenska förluster                       | Motståndarnas förluster | Källor |
| ------------------------------- | ---- | ----------------- | ----------------- | ------------------ | -------------------------------------- | ---------------- | -------------- | --------------------------------------- | ----------------------- | ------ |
| Landstigningen vid Humlebæk     |      | 25 juli 1700      | 24 juli 1700      | 4 augusti 1700     | Humlebæk på Själland i Danmark         | Danmark          | Sverige        | 1–3 döda 5–20 sårade                    | 5–20 döda               |        |
| Inringningen av Grodno          |      | 15 januari 1706   | 14 januari 1706   | 25 januari 1706    | Hrodna i Polen                         | Ryssland         | Sverige        | 100                                     | Omkring 17 000 döda     |        |
| Evakueringen vid Kolkanpää      |      | 17 oktober 1708   | 16 oktober 1708   | 27 oktober 1708    | Kolkanpää i Finland                    | Ryssland         | Ryssland       | 600–800 döda, sårade och tillfångatagna | 50 döda 220 sårade      |        |
| Kapitulationen vid Perevolotjna |      | 1 juli 1709       | 30 juni 1709      | 11 juli 1709       | Perevolotjna i Ryssland                | Ryssland         | Ryssland       | 18 367 tillfångatagna                   | –                       |        |
| Nedbränningen av Altona         |      | 9 januari 1713    | 9 januari 1713    | 20 januari 1713    | Altona nära Hamburg i Tyskland         | Altonas invånare | Sverige        | –                                       | –                       |        |
| Kalabaliken i Bender            |      | 1 februari 1713   | 1 februari 1713   | 12 februari 1713   | Bender i Transnistrien i Moldavien     | Osmanska riket   | Osmanska riket | 4 döda 500 tillfångatagna               | 50 döda 100 sårade      |        |
| Karolinernas dödsmarsch         |      | 1–13 januari 1719 | 1–13 januari 1719 | 12–24 januari 1719 | Tydalsfjällen i Tröndelag och Jämtland | –                | –              | Omkring 3 000 döda                      | –                       |        |

## Fredsfördrag
| Namn                                             | Bild | Datum              | Datum              | Datum                | Plats                                                | Motpart           | Anmärkningar | Källor |
| Namn                                             | Bild | Svenska stilen     | Gamla stilen       | Nya stilen           | Plats                                                | Motpart           | Anmärkningar | Källor |
| ------------------------------------------------ | ---- | ------------------ | ------------------ | -------------------- | ---------------------------------------------------- | ----------------- | ------------ | ------ |
| Freden i Traventhal                              |      | 8 augusti 1700     | 7 augusti 1700     | 18 augusti 1700      | Slottet Traventhal i Traventhal väster om Lübeck     | Danmark           |              |        |
| Freden i Warszawa                                |      | 18 november 1705   | 17 november 1705   | 28 november 1705     | Warszawa i Polen                                     | Polen             |              |        |
| Freden i Altranstädt                             |      | 14 september 1706  | 13 september 1706  | 24 september 1706    | Altranstädt i Sachsen                                | Polen och Sachsen |              |        |
| Första freden i Stockholm                        |      | 9 november 1719    | 9 november 1719    | 20 november 1719     | Stockholm                                            | Hannover          |              |        |
| Andra freden i Stockholm                         |      | 21 januari 1720    | 21 januari 1720    | 1 februari 1720      | Stockholm                                            | Preussen          |              |        |
| Tredje freden i Stockholm Freden i Frederiksborg |      | 3 juni 3 juli 1720 | 3 juni 3 juli 1720 | 14 juni 14 juli 1720 | Stockholm Frederiksborgs slott på Själland i Danmark | Danmark           |              |        |
| Freden i Nystad                                  |      | 30 augusti 1721    | 30 augusti 1721    | 10 september 1721    | Nystad i Finland                                     | Ryssland          |              |        |
| Deklarationen med Sachsen                        |      | 28 april 1729      | 28 april 1729      | 9 maj 1729           | Sachsen                                              | Sachsen           |              |        |
| Deklarationen med Polen                          |      | 26 september 1732  | 26 september 1732  | 7 oktober 1732       | Warszawa                                             | Polen             |              |        |